# Gortyna moesiaca
Gortyna moesiaca là một loài bướm đêm trong họ Noctuidae.